# Bayerstraße
Die Bayerstraße ist eine Innerortsstraße im südlichen Münchner Bahnhofsviertel. Sie verläuft vom sogenannten Stachus (Karlsplatz) als Fortsetzung der Neuhauser Straße nach Westen südlich vom Hauptbahnhof bis zur Grasserstraße, ab der sie in die Landsberger Straße übergeht.
An ihr liegen die Baudenkmäler 12 (Bayerpost), 14, 27, 57/59, 77a, 77, 79, 103, 107, siehe auch: Liste der Baudenkmäler in der Ludwigsvorstadt.
Weiter liegen an ihr das Verwaltungsgericht München, das Mathäser Kino, die Städtische Sing- und Musikschule München, tz, 95.5 Charivari, das „Pressehaus Bayerstraße“ und der Spatenkeller.
An der Ecke Bayerstraße / Paul-Heyse-Straße wird durch ein Joint Venture der österreichischen Firmen SN Holding und Imfarr nach Plänen des Architekturbüros Herzog & de Meuron anstelle des ehemaligen Postbankgebäudes ein neues Büro-Quartier Elementum gebaut.

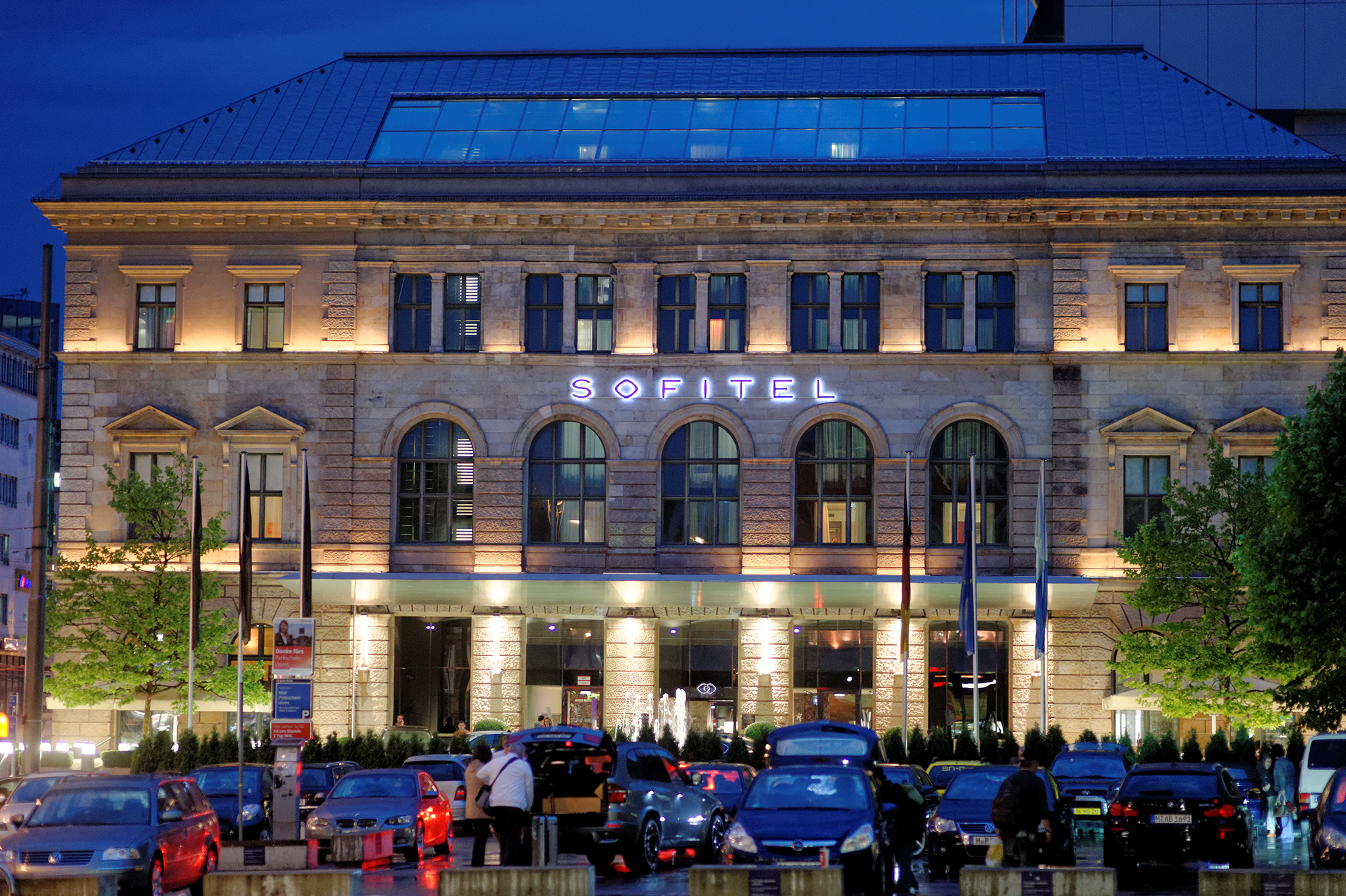
Bayerpost
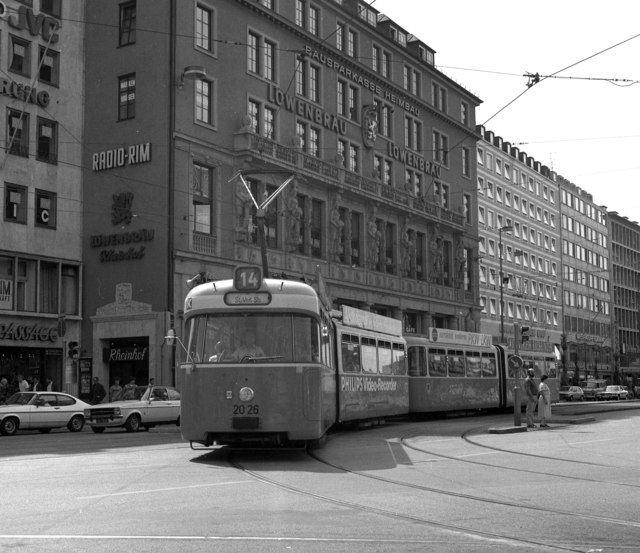
Bayerstraße 25 (1982)
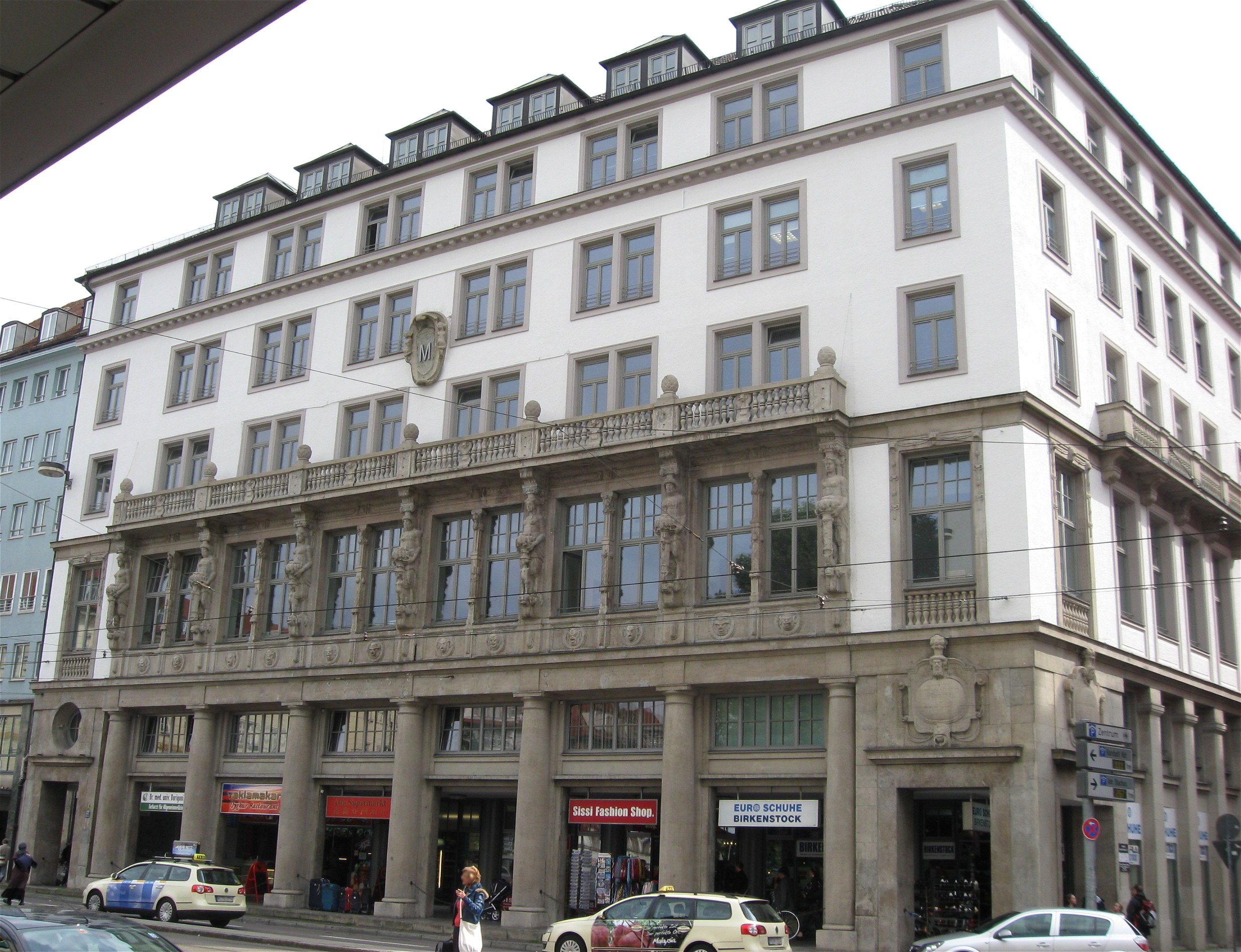
Bayerstraße 27
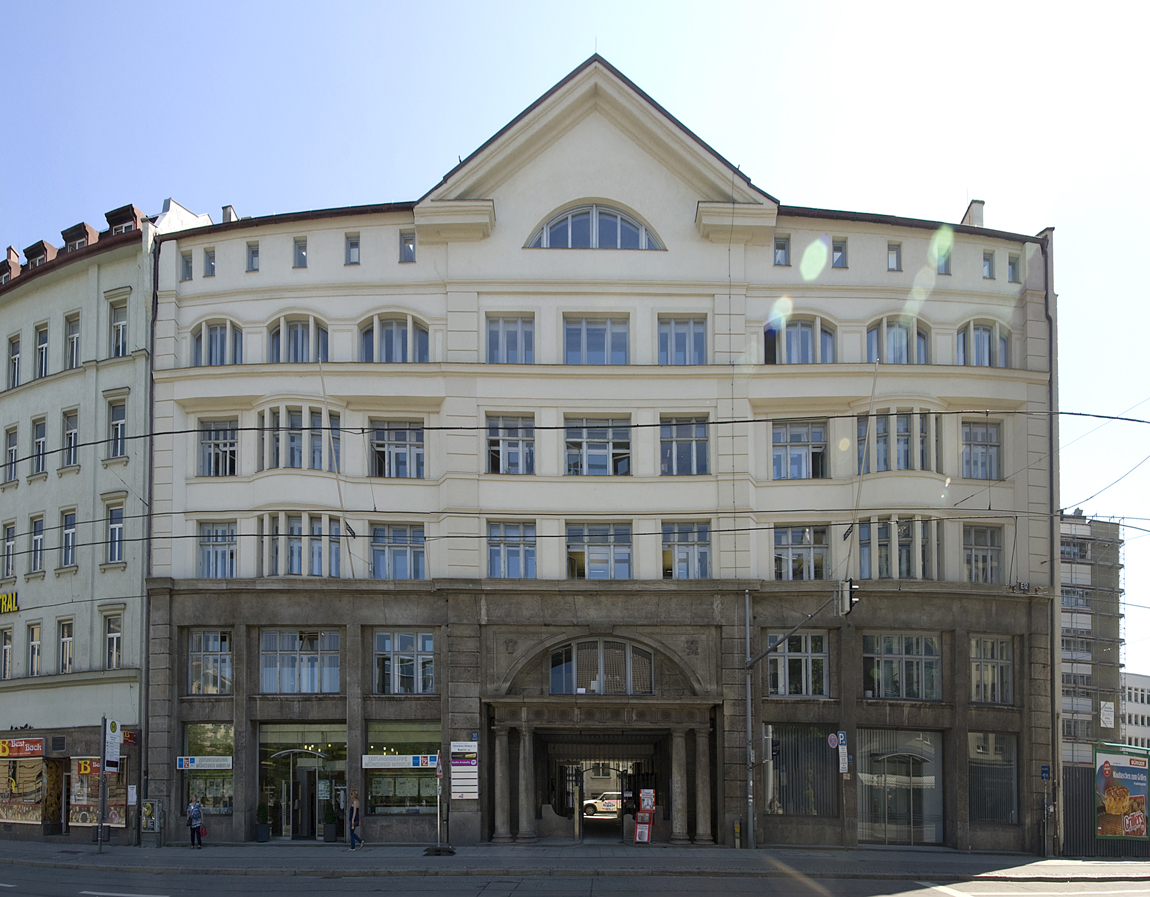
Bayerstraße 57–59
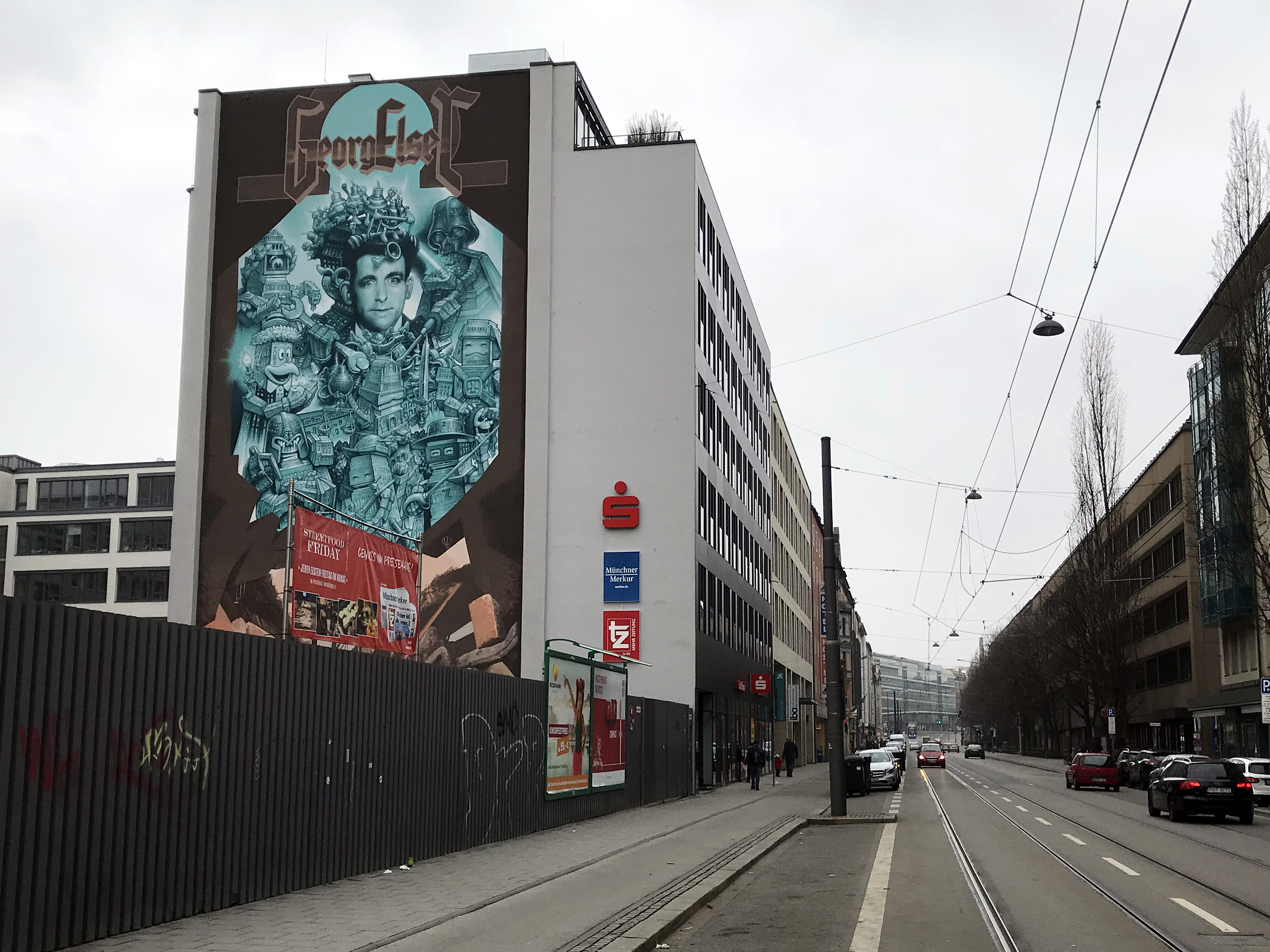
Graffito von WON ABC in der Bayerstraße 69
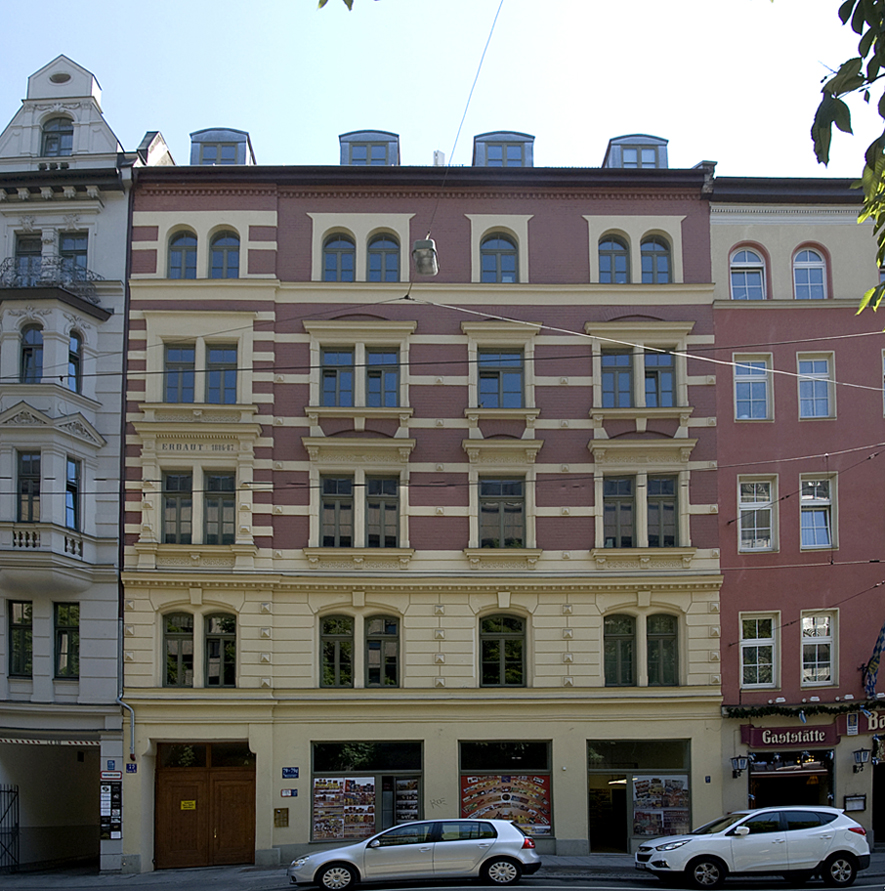
Bayerstraße 79
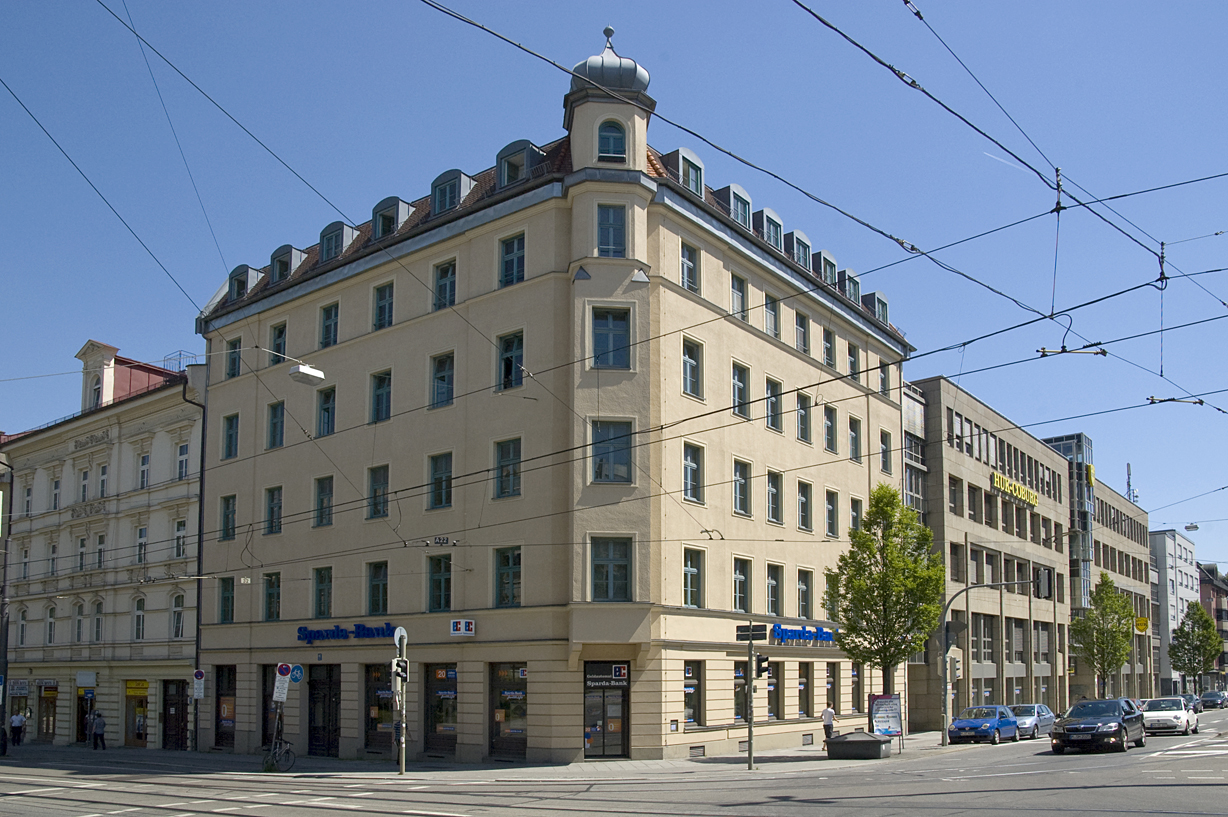
Bayerstraße 107
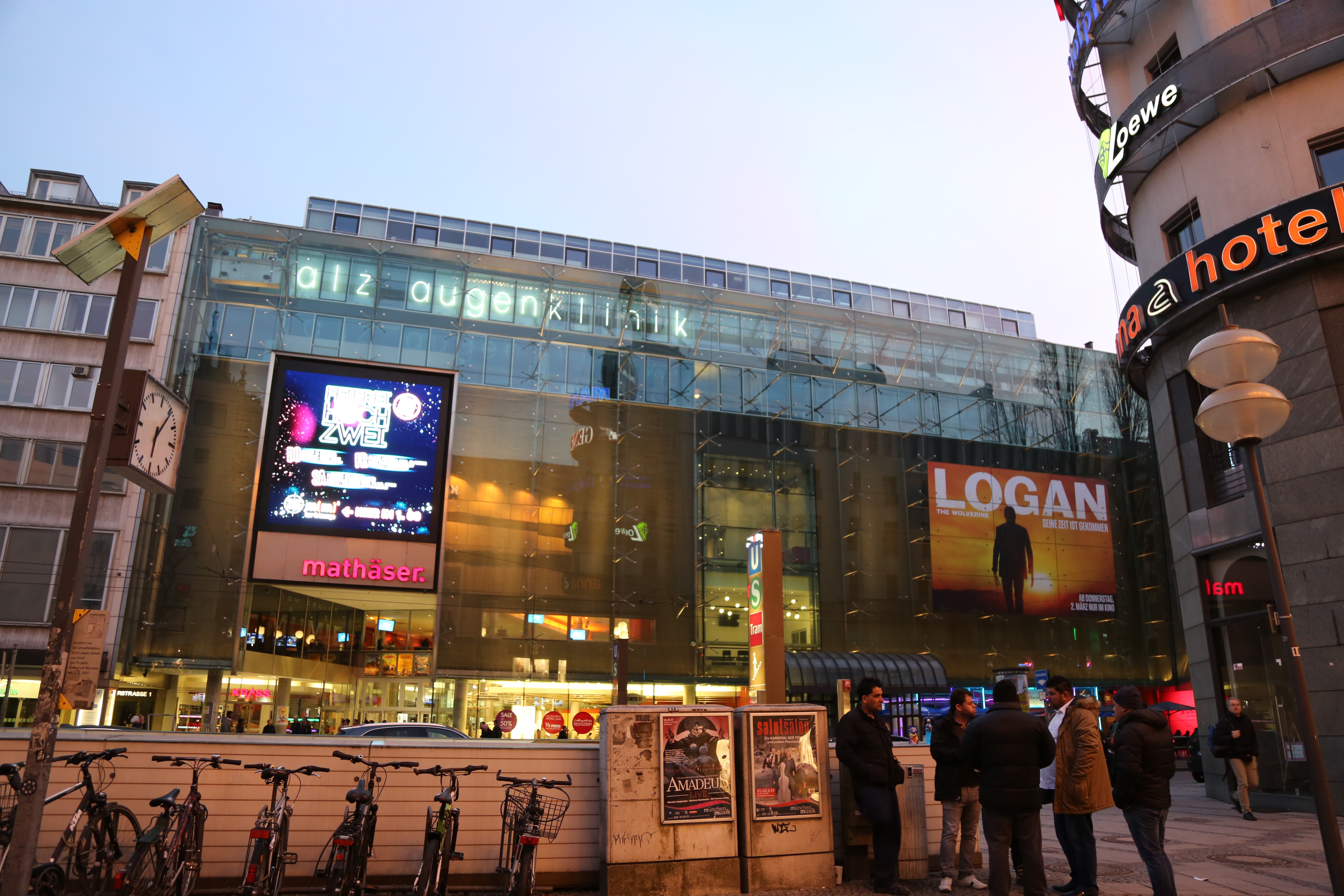
Mathäser

In der Bayerstraße fahren die Straßenbahnlinien 16, 17, 18, 19, 20 und 29.

## Geschichte
Die heutige Bezeichnung der Straße geht wahrscheinlich auf den Volksstamm der Bayern zurück, wobei sich das n im Sprachgebrauch abgeschliffen haben dürfte.
Die Bayerstraße ist heute ein Ort der Kulturgeschichtspfade in München.